# 야마모토 시게마사
야마모토 시게마사(일본어: 山本 重政, 1944년 3월 1일 ~ )는 일본의 전 프로 야구 선수이자 야구 지도자이다. 효고현 가토군 야시로정 출신이며 현역 시절 포지션은 투수였다.

## 인물
야시로 고등학교 시절인 1960년 하계 고시엔 효고현 예선 2차전에서 오노 공업고등학교를 상대로 매이닝 탈삼진을 기록하고 퍼펙트 게임도 달성했다. 하지만 1960년과 이듬해 1961년에 모두 고시엔 대회에 출전하지 못했다. 졸업 후 리쓰메이칸 대학에 진학했지만 1962년에 중퇴하고 긴테쓰 버펄로스에 입단했다. 튼튼한 속구파 투수로서 활약하여 프로 1년째인 1962년에는 25경기에 등판했고 1963년에는 57경기에 등판했다. 1964년에는 개인 최다인 63경기에 등판했고 그해 12승 13패의 성적을 기록했다. 1966년 57경기에 등판했으나 리그 최다인 19패를 기록, 그 중 구원으로 등판한 13패는 그때까지 일본 프로 야구 기록을 경신했다. 이후 뚜렷한 활약을 보여주지 못했고 1969년에 자유 계약 선수가 됐다.
1970년 한신 타이거스에 이적하여 두 종류의 커브를 무기로 기교파 투수로 전향하여 구원을 중심으로 등판했다. 1971년에는 39경기에 등판하여 평균 자책점 2.16의 성적을 남겼다. 1977년 선수로 등록했지만 등판없는 타격 투수를 맡고 있었다. 1978년에 2군 투수 코치를 1년간 맡았지만 1군과 마찬가지로 최하위를 기록했다. 1979년부터는 전력분석원으로 활동하여 투수의 분석 능력에서 높은 평가를 받았다. 2003년부터는 기획 조사 담당으로 일하다가 2007년에 퇴직했다.
2009년에는 간사이 독립 리그 팀인 아카시 레드솔저스의 코치를 역임했고 2012년부터 클럽 팀 KC 니시노미야 감독으로 취임, 현재는 코치를 맡고 있다.

## 상세 정보

### 출신 학교
- 효고현립 야시로 고등학교
- 리쓰메이칸 대학(중퇴)

### 선수 경력
- 긴테쓰 버펄로스(1962년 ~ 1969년)
- 한신 타이거스(1970년 ~ 1977년)

### 지도자 경력
- 한신 타이거스 2군 투수 코치(1978년)
- 아카시 레드솔저스 코치(2009년)

### 개인 기록
- 첫 승리 : 1962년 8월 8일, 대 니시테쓰 라이온스 17차전(헤이와다이 야구장)

### 등번호
- 12(1962년 ~ 1969년)
- 56(1970년 ~ 같은 해 시즌 도중)
- 26(1970년 시즌 도중 ~ 1972년, 2009년)
- 35(1973년 ~ 1976년)
- 63(1977년)
- 79(1978년)

### 연도별 투수 성적
| 연 도       | 소 속       | 등 판 | 선 발 | 완 투 | 완 봉 | 무 4 구 | 승 리 | 패 전 | 세 이 브 | 홀 드 | 승 률 | 타 자 | 이 닝  | 피 안 타 | 피 홈 런 | 볼 넷 | 고 4 | 몸 맞 | 탈 삼 진 | 폭 투 | 보 크 | 실 점 | 자 책 점 | 평 자 책 | W H I P |
| ----------- | ----------- | ----- | ----- | ----- | ----- | ------- | ----- | ----- | -------- | ----- | ----- | ----- | ------ | -------- | -------- | ----- | ---- | ----- | -------- | ----- | ----- | ----- | -------- | -------- | ------- |
| 1962년      | 긴테쓰      | 25    | 8     | 0     | 0     | 0       | 2     | 5     | --       | --    | .286  | 263   | 61.1   | 58       | 6        | 28    | 2    | 2     | 60       | 2     | 0     | 28    | 26       | 3.77     | 1.40    |
| 1963년      | 긴테쓰      | 57    | 35    | 3     | 0     | 1       | 9     | 17    | --       | --    | .346  | 911   | 212.2  | 198      | 29       | 85    | 1    | 9     | 168      | 4     | 0     | 104   | 86       | 3.63     | 1.33    |
| 1964년      | 긴테쓰      | 63    | 21    | 4     | 1     | 0       | 12    | 13    | --       | --    | .480  | 881   | 206.1  | 203      | 12       | 79    | 3    | 6     | 154      | 4     | 0     | 96    | 79       | 3.45     | 1.37    |
| 1965년      | 긴테쓰      | 24    | 8     | 2     | 2     | 0       | 4     | 5     | --       | --    | .444  | 324   | 76.1   | 73       | 4        | 33    | 1    | 3     | 50       | 1     | 0     | 41    | 36       | 4.26     | 1.39    |
| 1966년      | 긴테쓰      | 57    | 9     | 1     | 0     | 0       | 8     | 19    | --       | --    | .296  | 793   | 195.1  | 155      | 14       | 74    | 10   | 5     | 132      | 2     | 0     | 72    | 59       | 2.72     | 1.17    |
| 1967년      | 긴테쓰      | 28    | 3     | 0     | 0     | 0       | 0     | 2     | --       | --    | .000  | 281   | 64.2   | 63       | 8        | 24    | 3    | 4     | 32       | 1     | 0     | 37    | 33       | 4.57     | 1.35    |
| 1968년      | 긴테쓰      | 10    | 2     | 0     | 0     | 0       | 0     | 2     | --       | --    | .000  | 101   | 22.0   | 20       | 2        | 13    | 0    | 2     | 15       | 1     | 0     | 10    | 9        | 3.68     | 1.50    |
| 1969년      | 긴테쓰      | 4     | 0     | 0     | 0     | 0       | 0     | 0     | --       | --    | ----  | 18    | 4.1    | 5        | 2        | 0     | 0    | 0     | 1        | 0     | 0     | 4     | 4        | 9.00     | 1.15    |
| 1970년      | 한신        | 17    | 0     | 0     | 0     | 0       | 2     | 0     | --       | --    | 1.000 | 147   | 37.2   | 25       | 3        | 11    | 3    | 3     | 33       | 1     | 0     | 11    | 9        | 2.13     | 0.96    |
| 1971년      | 한신        | 39    | 0     | 0     | 0     | 0       | 1     | 2     | --       | --    | .333  | 290   | 75.1   | 54       | 3        | 17    | 1    | 5     | 34       | 1     | 0     | 19    | 18       | 2.16     | 0.94    |
| 1972년      | 한신        | 25    | 2     | 0     | 0     | 0       | 1     | 1     | --       | --    | .500  | 199   | 47.0   | 40       | 3        | 21    | 3    | 2     | 23       | 1     | 0     | 21    | 20       | 3.83     | 1.30    |
| 1973년      | 한신        | 24    | 0     | 0     | 0     | 0       | 0     | 0     | --       | --    | ----  | 154   | 37.0   | 35       | 2        | 12    | 1    | 1     | 18       | 0     | 0     | 10    | 10       | 2.43     | 1.27    |
| 1974년      | 한신        | 29    | 0     | 0     | 0     | 0       | 0     | 1     | 4        | --    | .000  | 205   | 48.0   | 38       | 4        | 19    | 3    | 4     | 41       | 1     | 0     | 18    | 12       | 2.25     | 1.19    |
| 1975년      | 한신        | 20    | 0     | 0     | 0     | 0       | 1     | 0     | 0        | --    | 1.000 | 120   | 28.0   | 35       | 5        | 6     | 1    | 0     | 20       | 1     | 0     | 18    | 17       | 5.46     | 1.46    |
| 1976년      | 한신        | 2     | 0     | 0     | 0     | 0       | 0     | 0     | 0        | --    | ----  | 8     | 1.2    | 3        | 0        | 0     | 0    | 0     | 1        | 0     | 0     | 2     | 2        | 9.00     | 1.80    |
| 통산 : 15년 | 통산 : 15년 | 424   | 88    | 10    | 3     | 1       | 40    | 67    | 4        | --    | .374  | 4695  | 1117.2 | 1005     | 97       | 422   | 32   | 46    | 782      | 20    | 0     | 491   | 420      | 3.38     | 1.28    |

- 굵은 글씨는 시즌 최고 성적.